# Kikvorsvissen
De kikvorsvissen (Batrachoididae) vormen de enige familie van straalvinnige vissen in de orde Batrachoidiformes.

## Kenmerken
Vissen uit deze familie worden vaak gevonden op de bodem van kustwateren over de gehele wereld. Ze hebben een vrij brede kop en mannetjes van sommige soorten kunnen "zingen" met behulp van hun zwemblaas. De kikvorsvissen omvatten ongeveer 70 soorten in 19 geslachten.
De kikvorsvissen hebben meestal geen schubben en de ogen zitten boven op de grote kop. Hun bek is groot en in bezit van zowel een boven- als onderkaak. De kieuwen zijn klein en zitten aan de zijkant van de vis. Ze hebben twee rugvinnen, waarbij de eerste kleine rugvin stralen heeft en de tweede, langere rugvin 15 tot 25 stralen bevat.
Soorten van het geslacht Thalassophryninae zijn giftig, waarbij vier holle stralen met het gif een pijnlijke wond kunnen veroorzaken.
Het zijn bodemvissen die van de kust tot in de diepere wateren leven. Ze zijn over het algemeen omnivoor en eten zeewormen, kreeftachtigen, mosselen en andere vissen.
De mannetjes maken een nest en bewaken het nadat het vrouwtje de eieren heeft gelegd. De mannetjes lokken vrouwtjes door te "zingen" met hun zwemblaas, waarbij het geluid neuriënd of fluitend is.

## Verspreiding
Kikvorsvissen kunnen over de gehele wereld worden aangetroffen. Bijna alle soorten zijn zoutwatervissen, behalve Daector quadrizonatus en Thalassophryne amazonica die respectievelijk in de rivier de Atrato in Colombia en in de Amazone leven.

## Visserij
Deze vissen zijn voor de visserij van beperkt economisch belang. Sommige brakwatervissen worden geëxporteerd als zoetwateraquariumvissen.

## Soorten
Er worden in deze familie 79 soorten in 19, 21 of 23 geslachten onderscheiden. De volgende lijst van soorten is volgens Fishbase, de geslachten en onderfamilies zijn volgens Greenfield et al.
Familie Batrachoididae
| - Onderfamilie Batrachoidinae - Geslacht Batrachoides Lacépède, 1800 - Batrachoides boulengeri - Batrachoides gilberti - Batrachoides goldmani - Batrachoides liberiensis - Batrachoides manglae - Batrachoides pacifici - Batrachoides surinamensis - Batrachoides walkeri - Batrachoides waltersi - Geslacht Amphichthys Swainson, 1839 - Amphichthys cryptocentrus - Amphichthys hildebrandi - Amphichthys rubigenis - Geslacht Opsanus Rafinesque, 1818 - Opsanus beta - Opsanus brasiliensis - Opsanus dichrostomus - Opsanus pardus - Opsanus phobetron - Opsanus tau - Geslacht Potamobatrachus Collette, 1995 - Potamobatrachus trispinosus - Geslacht Sanopus J.L.B. Smith, 1952 - Sanopus astrifer - Sanopus barbatus - Sanopus greenfieldorum - Sanopus johnsoni - Sanopus reticulatus - Sanopus splendidus - Geslacht Vladichthys D.W. Greenfield, 2006 - Vladichthys gloverensis - Onderfamilie Halophryninae - Geslacht Halophryne T.N. Gill, 1863 - Halophryne diemensis - Halophryne hutchinsi - Halophryne ocellatus - Halophryne queenslandiae - Geslacht Allenbatrachus D. W. Greenfield, 1997 - Allenbatrachus grunniens - Allenbatrachus reticulatus - Geslacht Austrobatrachus J.L.B. Smith, 1949 - Austrobatrachus foedus - Geslacht Barchatus (= Thalassothia Berg, 1895) - Barchatus cirrhosus - Geslacht Batrachomoeus J.D. Ogilby, 1908 - Batrachomoeus dahli - Batrachomoeus dubius - Batrachomoeus occidentalis - Batrachomoeus rubricephalus - Batrachomoeus trispinosus - Geslacht Batrichthys J.L.B. Smith, 1934 - Batrichthys albofasciatus - Batrichthys apiatus - Batrichthys felinus - Geslacht Bifax D.W. Greenfield, Mee & J.E. Randall, 1994 - Bifax lacinia - Geslacht Chatrabus J.L.B. Smith, 1949 - Chatrabus hendersoni - Chatrabus melanurus - Geslacht Colletteichthys D.W. Greenfield, 2006 - Colletteichthys dussumieri - Geslacht Halobatrachus J.D. Ogilby, 1908 - Halobatrachus didactylus - Geslacht Perulibatrachus C. Roux & Whitley, 1972 - Perulibatrachus elminensis - Perulibatrachus kilburni - Perulibatrachus rossignoli - Geslacht Riekertia J.L.B. Smith, 1952 - Riekertia ellisi - Geslacht Triathalassothia Fowler, 1943 - Triathalassothia argentina - Triathalassothia lambaloti | - Onderfamilie Porichthyinae - Geslacht Porichthys Girard, 1854 - Porichthys analis - Porichthys bathoiketes - Porichthys ephippiatus - Porichthys greenei - Porichthys kymosemeum - Porichthys margaritatus - Porichthys mimeticus - Porichthys myriaster - Porichthys notatus - Porichthys oculellus - Porichthys oculofrenum - Porichthys pauciradiatus - Porichthys plectrodon - Porichthys porosissimus - Geslacht Aphos C.L. Hubbs & L.P. Schultz, 1939 - Aphos porosus - Onderfamilie Thalassophryninae - Geslacht Thalassophryne Günther, 1861 - Thalassophryne amazonica - Thalassophryne maculosa - Thalassophryne megalops - Thalassophryne montevidensis - Thalassophryne nattereri - Thalassophryne punctata - Geslacht Daector D.S. Jordan & Evermann, 1898 - Daector dowi - Daector gerringi - Daector quadrizonatus - Daector reticulata - Daector schmitti |